# Campionati del mondo di mountain bike 2003
I Campionati del mondo di mountain bike 2003 (en.: 2003 UCI Mountain Bike & Trials World Championships), quattordicesima edizione della competizione, furono disputati a Lugano, in Svizzera, tra il 31 agosto e il 7 settembre.

## Eventi
Si gareggiò nelle tre discipline della mountain bike, cross country, downhill e four-cross e nel trial. Per la prima ed unica volta furono disputate anche le gare di mountain bike marathon che, a partire dall'anno successivo, si disputarono in un evento a parte.

## Medagliere
| Pos.   | Nazione       | Oro | Argento | Bronzo | Totale |
| ------ | ------------- | --- | ------- | ------ | ------ |
| 1      | Francia       | 3   | 3       | 3      | 9      |
| 2      | Svizzera      | 2   | 2       | 0      | 4      |
| 3      | Polonia       | 2   | 1       | 0      | 3      |
| 4      | Rep. Ceca     | 2   | 0       | 0      | 2      |
| 4      | Australia     | 2   | 0       | 0      | 2      |
| 6      | Germania      | 1   | 1       | 3      | 5      |
| 7      | Belgio        | 1   | 0       | 1      | 2      |
| 8      | Sudafrica     | 1   | 0       | 0      | 1      |
| 9      | Canada        | 0   | 2       | 1      | 3      |
| 10     | Stati Uniti   | 0   | 1       | 2      | 3      |
| 11     | Italia        | 0   | 1       | 0      | 1      |
| 11     | Regno Unito   | 0   | 1       | 0      | 1      |
| 11     | Nuova Zelanda | 0   | 1       | 0      | 1      |
| 11     | Paesi Bassi   | 0   | 1       | 0      | 1      |
| 15     | Spagna        | 0   | 0       | 1      | 1      |
| 15     | Ucraina       | 0   | 0       | 1      | 1      |
| 15     | Russia        | 0   | 0       | 1      | 1      |
| 15     | Cile          | 0   | 0       | 1      | 1      |
| Totale | Totale        | 14  | 14      | 14     | 52     |

## Sommario degli eventi
| Eventi                       | Oro                            | Tempo                     | Argento                      | Tempo   | Bronzo                      | Tempo   |
| Cross country                |                                |                           |                              |         |                             |         |
| Uomini Elite dettagli        | Filip Meirhaeghe Belgio        | 2h25'02                   | Ryder Hesjedal Canada        | a 46"   | Roel Paulissen Belgio       | a 1'52" |
| Uomini Under-23 dettagli     | Balz Weber Svizzera            | 2h09'45"                  | Manuel Fumic Germania        | a 37"   | Iván Álvarez Spagna         | a 1'12" |
| Uomini Junior dettagli       | Jaroslav Kulhavý Rep. Ceca     | 1h51'51"                  | Nino Schurter Svizzera       | a 2'27" | Oleksandr Yakymenko Ucraina | a 4'53" |
| Donne Elite dettagli         | Sabine Spitz Germania          | 2h07'59"                  | Alison Sydor Canada          | a 16"   | Irina Kalent'eva Russia     | a 1'59" |
| Donne Junior dettagli        | Lisa Mathison Australia        | 1h27'08" Media 15,84 km/h | Eva Lechner Italia           | a 3'54" | Almut Grieb Germania        | a 4'17" |
| Staffetta a squadre dettagli | Polonia                        | 1h13'37"                  | Svizzera                     | a 1'23" | Canada                      | a 1'43" |
| Downhill                     |                                |                           |                              |         |                             |         |
| Uomini Elite dettagli        | Greg Minnaar Sudafrica         | 4'37"78                   | Mickael Pascal Francia       | a 0"92  | Fabien Barel Francia        | a 1"33  |
| Uomini Junior dettagli       | Samuel Hill Australia          | 4'39"49                   | Gee Atherton Regno Unito     | a 11"00 | Cyrille Kurtz Francia       | a 14"98 |
| Donne Elite dettagli         | Anne-Caroline Chausson Francia | 5'10"23                   | Sabrina Jonnier Francia      | a 12"41 | Nolvenn Le Caër Francia     | a 17"46 |
| Donne Junior dettagli        | Emmeline Ragot Francia         | 5'41"07                   | Scarlett Hagen Nuova Zelanda | a 5"51  | Bernardita Pizarro Cile     | a 17"96 |
| Four-cross                   |                                |                           |                              |         |                             |         |
| Uomini dettagli              | Michal Prokop Rep. Ceca        |                           | Eric Carter Stati Uniti      |         | Brian Lopes Stati Uniti     |         |
| Donne dettagli               | Anne-Caroline Chausson Francia |                           | Sabrina Jonnier Francia      |         | Jill Kinter Stati Uniti     |         |
| Marathon                     |                                |                           |                              |         |                             |         |
| Uomini dettagli              | Thomas Frischknecht Svizzera   | 3h48'01"                  | Bart Brentjens Paesi Bassi   | a 2"    | Carsten Bresser Germania    | a 4'00" |
| Donne dettagli               | Maja Włoszczowska Polonia      | 4h32'06"                  | Magdalena Sadłecka Polonia   | a 4'51" | Sandra Klose Germania       | a 9'21" |

| Eventi                     | Oro                         | Penalità | Argento                            | Penalità | Bronzo                    | Penalità |
| Trials                     |                             |          |                                    |          |                           |          |
| Uomini Elite 26" dettagli  | Giacomo Coustellier Francia | 18       | Marc Caisso Francia                | 19       | Kenny Belaey Francia      | 20       |
| Uomini Elite 20" dettagli  | Benito Ros Spagna           | 17       | Carles Díaz Spagna                 | 23       | Marco Hösel Germania      | 25       |
| Uomini Junior 26" dettagli | Gilles Coustellier Francia  | 5        | Alexis Touteau Francia             | 14       | Thibault Veuillet Francia | 23       |
| Uomini Junior 20" dettagli | Benito Ros Spagna           | 14       | Marco Hösel Germania               | 21       | Vincent Hermance Francia  | 23       |
| Donne dettagli             | Karin Moor Svizzera         | 7        | Ann-Christin Bettenhausen Germania | 18       | Lucie Miramond Francia    | 19       |